# Poyle
Poyle – wieś w Anglii, w hrabstwie ceremonialnym Berkshire, w dystrykcie (unitary authority) Slough. Leży 33 km na wschód od centrum miasta Reading i 27 km na zachód od centrum Londynu.